# Ceryx barombina
Ceryx barombina là một loài bướm đêm thuộc phân họ Arctiinae, họ Erebidae.